# Didymopogon
Didymopogon é um género botânico pertencente à família Rubiaceae.